# Santa Cruz (voivodia)
Voivodia de Santa Cruz (em polonês/polaco: województwo świętokrzyskie) é uma unidade da divisão administrativa da Polônia e uma das 16 voivodias criadas em 1999. Está localizada na parte sul da Polônia central. Cobre uma área de 11 711 km² e tem 1 ,163 001 habitantes, segundo o censo de 31 de dezembro de 2024. Abrange aproximadamente a maioria da área da antiga voivodia de Kielce, parte da de Tarnobrzeg (condados atuais de Opatów, Sandomierz e Staszów) e partes das voivodias de Radom, Piotrków e Częstochowa.

## Geografia

### Localização administrativa
A voivodia está localizada no sudeste da Polônia e faz fronteira com as seguintes voivodias:
- Lublin, a leste
- Łódź, a noroeste
- Pequena Polônia, ao sul
- Mazóvia, ao norte
- Subcarpácia, a sudeste
- Silésia, a oeste

### Localização geográfica física

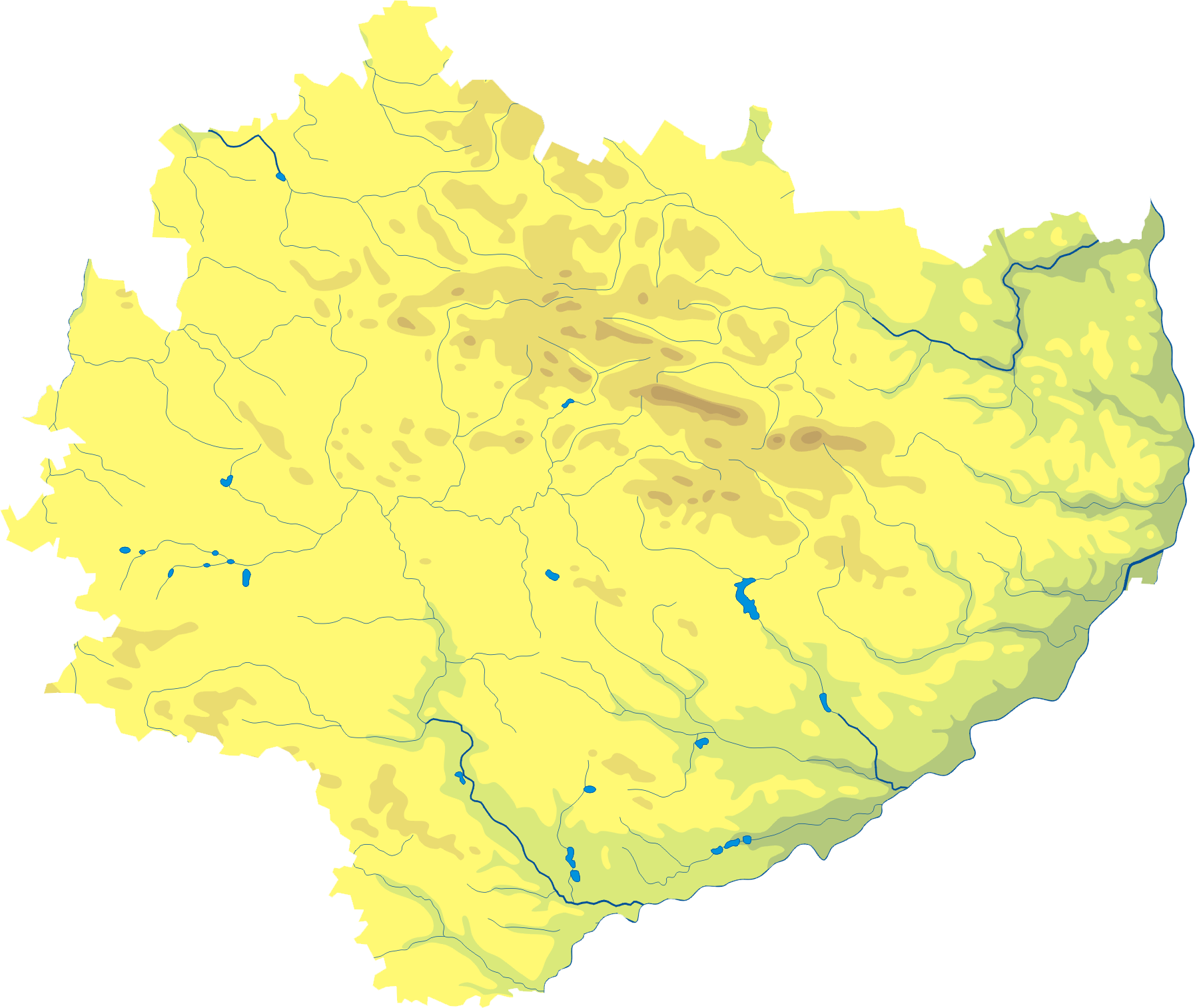
Mapa físico da voivodia

A voivodia de Santa Cruz está localizada na parte sudeste da Polônia. Abrange uma área de 11 711 km², que constitui 3,75% da área da Polônia. Em termos de tamanho, pertence às menores voivodias do país e ocupa a 15.ª posição um pouco antes da voivodia de Opole. Parte das fronteiras da voivodia é natural. No leste e sudeste, elas são marcados pelo rio Vístula e no oeste pelo rio Pilica. Quase toda a região está localizada na margem esquerda da bacia do rio Vístula. Encontra-se no planalto da Pequena Polônia, na área que cobre o planalto de Kielce, a depressão de Nidziańska e a parte oriental do planalto de Przedborska. A área da voivodia é altamente diversificada em termos da forma da superfície e está na faixa de altura de 143,0 m a.n.m. até 614,0 m a.n.m. O elemento morfológico mais importante são as montanhas Świętokrzyskie, com seu pico mais alto, Łysica. Segundo dados de 31 de dezembro de 2012 da voivodia, as florestas Świętokrzyskie cobriam uma área de 328,2 mil ha, que constituía 28,0% de sua área. 7,1 mil ha de florestas estavam em parques nacionais.

### Localização histórica

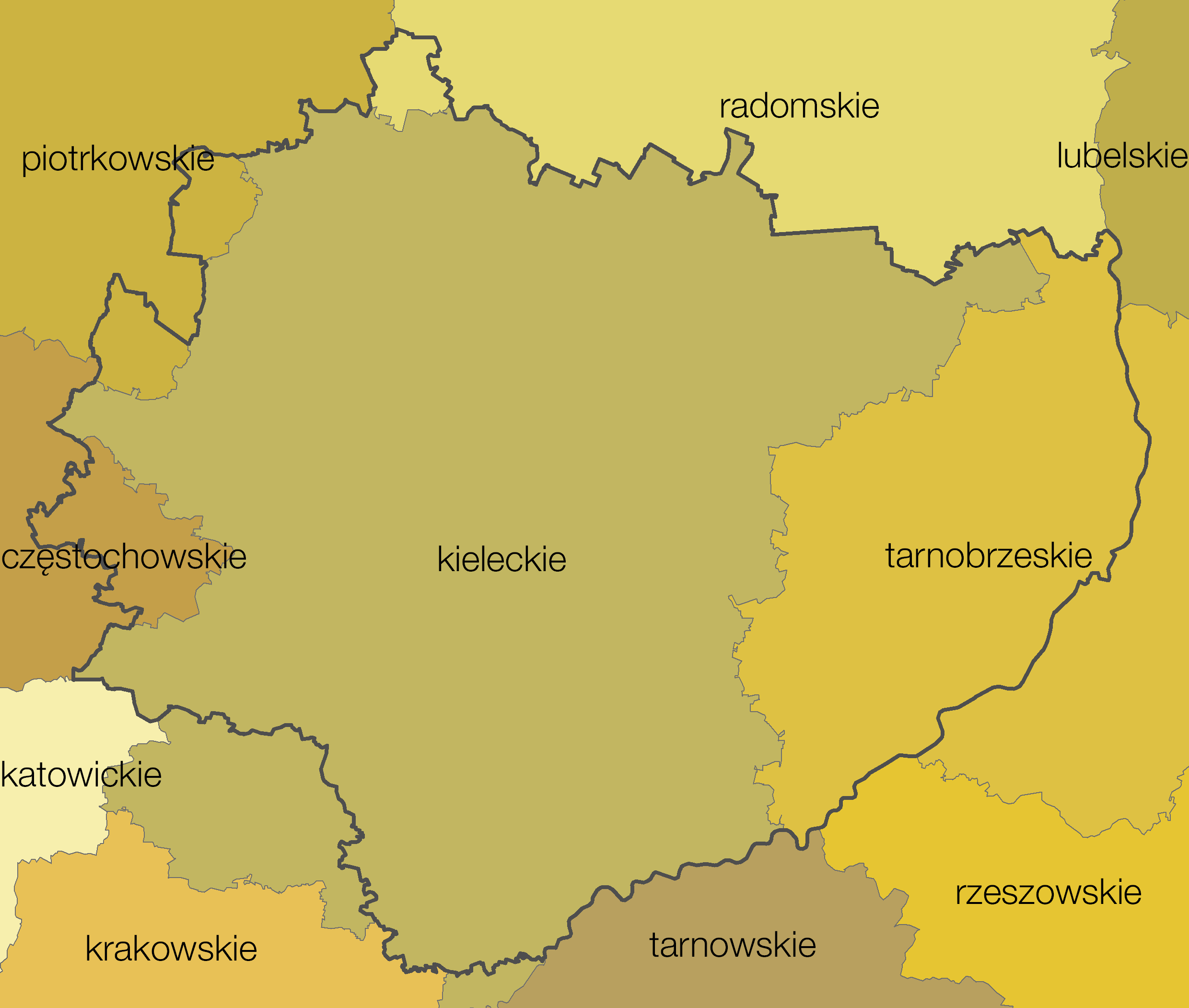
Voivodias de 1975 a 1998 com a fronteira da atual voivodia de Santa Cruz

O historiador Jerzy Szczepański chamou a atenção para o fato de que, ao criar a voivodia de Santa Cruz, "os argumentos históricos não tiveram nenhum papel". Como razão desse estado de coisas, ele mencionou "pouco conhecimento do passado da região, cujo componente importante era a existência de um dos maiores distritos industriais da Polônia - o antigo distrito industrial polonês".
A região de Santa Cruz é entendida como a área entre os rios Vístula, Pilica e Nida. Estava dentro da voivodia de Kielce existente até 1975.

### Topografia

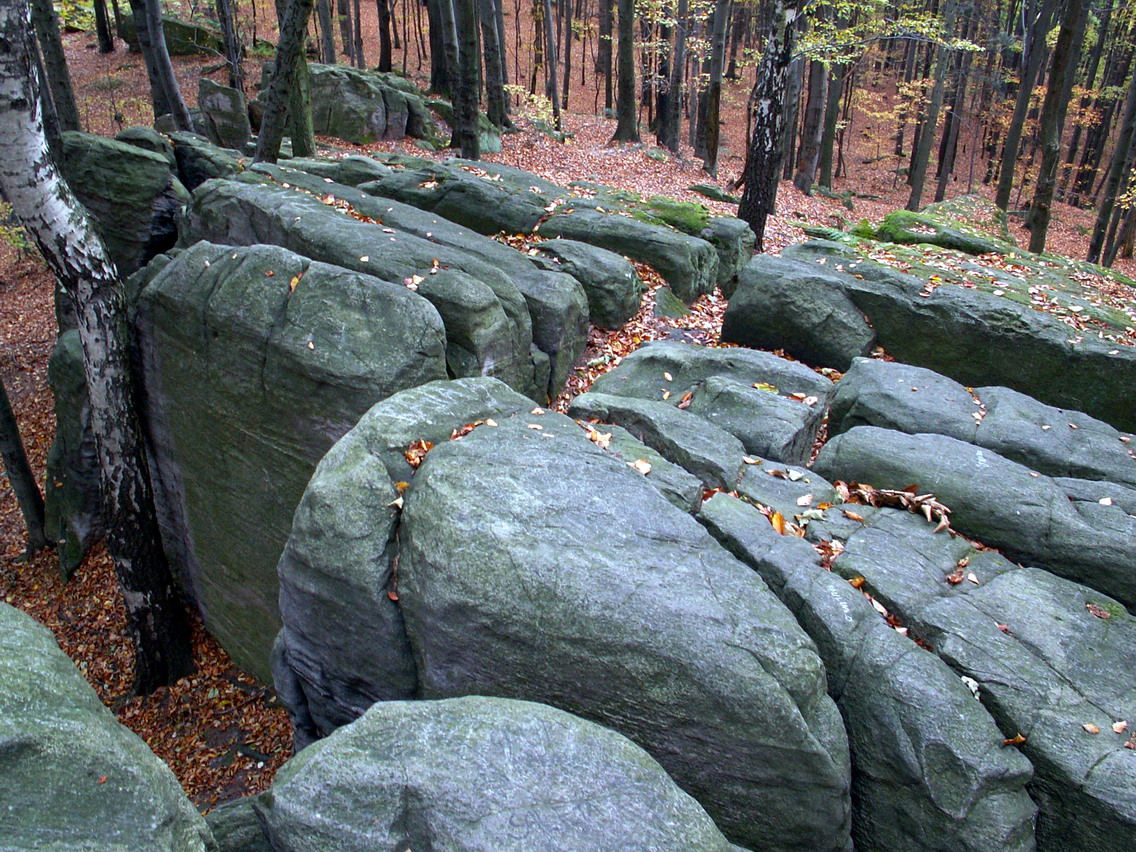
Formações rochosas no cume da Bukowa Góra (Montanhas Świętokrzyskie)

No sentido norte-sul, a voivodia se estende por 128 km, ou seja, 1°09′25″. No sentido leste-oeste, a extensão da voivodia é de 151 km, o que na dimensão angular dá 2°09′53″.
Coordenadas geográficas dos pontos extremos:
- norte: 51°20′32″ latitude N – (condado de Końskie),
- sul: 50°11′07″ latitude N –  (condado de Kazimierza),
- oeste: 19°42′15″ longitude E – (condado de Włoszczowa),
- leste: 21°52′08″ longitude E – rio Vístula (condado de Sandomierz).

O ponto mais alto é um dos dois picos de Łysica na comuna de Bodzentyn - 614 m a.n.m., o mais baixo - o vale do Vístula na comuna de Tarłów (127,5 m a.n.m.). A cidade mais alta da voivodia de Santa Cruz é Huta Szklana (462,1 m a.n.m.) na comuna de Bieliny, enquanto que a mais baixa é a cidade de Ostrów (128 m a.n.m.) na comuna de Tarłów.

### Recursos hídricos
Parte das fronteiras da voivodia é natural - no sudeste e leste é marcada pelo rio Vístula, no oeste pelo Pilica. Quase toda a região (exceto um dos distritos de Sandomierz) está localizada na parte esquerda da bacia do Vístula.
Os seguintes rios correm por Santa Cruz: o Vístula (alto e médio), Pilica, Nida, Nidzica, Lubrzanka, Kamienna, Czarna Włoszczowska, Czarna Konecka, Czarna Staszowska, Wschodnia e muitos riachos.

### Clima
Um elemento característico da voivodia são as montanhas Świętokrzyskie, que constituem o centro do planalto de Kielce. As montanhas influenciam o clima da região, exacerbando-o. A temperatura média anual é 5,7 °C em Łysica a 8,2 °C na região de Sandomierz. A diferença de temperatura é significativa, no verão atinge 32-33 °C, no inverno diminui até –35 °C. As regiões mais quentes são Niecka Nidziańska e vale de Sandomierz.
A precipitação média anual é de 602,8 mm, dependendo fortemente do terreno. Em Sogory, atingem 840 mm, enquanto que a parte oriental do vale de Niedzia Nidziańska e Sandomierz cai 550 mm. Ventos do oeste com uma velocidade de 3 m/s prevalecem na voivodia. Os ventos leste e sudeste são menos frequentes.

## Demografia
Conforme os dados do Escritório Central de Estatística da Polônia (GUS) de 31 de dezembro de 2024, Santa Cruz é uma voivodia com uma população de 1 ,163 001 habitantes (13.º lugar na Polônia), tem uma área de 11 711 km² (15.º lugar na Polônia) e uma densidade populacional de 107 hab./km² (10.º lugar na Polônia). Nos anos 2002-2024, o número de habitantes diminuiu 10,3%.
Os habitantes da voivodia de Santa Cruz constituem cerca de 3,10% da população da Polônia.
| Descrição                         | Total      | Total      | Mulheres   | Mulheres   | Homens     | Homens     |
| --------------------------------- | ---------- | ---------- | ---------- | ---------- | ---------- | ---------- |
| unidade                           | habitantes | %          | habitantes | %          | habitantes | %          |
| população                         | 1 ,163 001 | 100        | 597 783    | 51,4       | 565 218    | 48,6       |
| área                              | 11 711 km² | 11 711 km² | 11 711 km² | 11 711 km² | 11 711 km² | 11 711 km² |
| densidade populacional (hab./km²) | 107        | 107        | 55,0       | 55,0       | 52,0       | 52,0       |

## Religião
Existem três metrópoles católicas na voivodia de Santa Cruz: Częstochowa, Lublin e Cracóvia. A diocese de Cracóvia-Częstochowa pertence a Igreja Católica Polonesa. Existem também duas paróquias da Igreja Ortodoxa Autocéfala da Polônia. O protestantismo é representado pela Igreja Evangélica de Augsburgo, Igreja Evangélica Metodista, Igreja Batista, Igreja Evangélica, Igreja Cristã, Igreja Pentecostal, Igreja dos Cristãos da Fé Evangélica, Igreja Adventista do Sétimo Dia, Igreja Cristã do Cenáculo e Aliança. Na voivodia de Santa Cruz, também existem as Testemunhas de Jeová, a Associação Budista do Caminho Diamante da Linha Karma Kagyu e a Igreja de Jesus Cristo dos Santos dos Últimos Dias.

## Divisão administrativa
A voivodia é composta por 13 condados e uma cidade com direitos de condado, Kielce. Existem 102 comunas nos condados, incluindo 5 comunas urbanas (Kielce, Ostrowiec Świętokrzyski, Starachowice, Skarżysko-Kamienna e Sandomierz), 46 comunas urbano-rurais e 51 comunas rurais.
Existem 51 cidades na voivodia (desde 1 de janeiro de 2025).
| Brasão | Bandeira | Condado / cidade com direitos de condado | População (31 de dezembro de 2024) | Área [km²] | Taxa média de desemprego (30 de junho de 2024) |
| ------ | -------- | ---------------------------------------- | ---------------------------------- | ---------- | ---------------------------------------------- |
|        |          | Kielce (cidade com direitos de condado)  | 181 211                            | 109,7      | 4,4%                                           |
|        |          | Busko                                    | 67 538                             | 968        | 3,6%                                           |
|        |          | Jędrzejów                                | 80 682                             | 1257       | 5,9%                                           |
|        |          | Kazimierza                               | 31 537                             | 422        | 9,6%                                           |
|        |          | Kielce                                   | 211 751                            | 2246       | 6,5%                                           |
|        |          | Końskie                                  | 73 236                             | 1140       | 9,7%                                           |
|        |          | Opatów                                   | 48 144                             | 911        | 13,7%                                          |
|        |          | Ostrowiec                                | 99 429                             | 617        | 9,9%                                           |
|        |          | Pińczów                                  | 36 509                             | 613        | 6,9%                                           |
|        |          | Sandomierz                               | 71 362                             | 676        | 7,6%                                           |
|        |          | Skarżysko                                | 67 647                             | 395        | 14,0%                                          |
|        |          | Starachowice                             | 83 109                             | 523        | 9,5%                                           |
|        |          | Staszów                                  | 68 106                             | 925        | 5,9%                                           |
|        |          | Włoszczowa                               | 42 740                             | 908        | 6,1%                                           |

## Cidades
Existem 51 cidades na voivodia de Santa Cruz, incluindo:
- 1 cidade com direitos de condado
- 13 cidades sedes de condados

O nome da cidade com direitos de condado está em negrito e os nomes das cidades sedes de condados foram escritos em itálico.
- Bodzentyn
- Bogoria
- Busko-Zdrój
- Chęciny
- Chmielnik
- Ćmielów
- Daleszyce
- Działoszyce
- Gowarczów
- Iwaniska
- Jędrzejów
- Kazimierza Wielka
- Kielce
- Klimontów
- Końskie
- Koprzywnica
- Kunów
- Łagów
- Łopuszno
- Małogoszcz
- Morawica
- Nowa Słupia
- Nowy Korczyn
- Oleśnica
- Opatowiec
- Opatów
- Osiek
- Ostrowiec Świętokrzyski
- Ożarów
- Pacanów
- Piekoszów
- Pierzchnica
- Pińczów
- Połaniec
- Radoszyce
- Sandomierz
- Sędziszów
- Skalbmierz
- Sobków
- Skarżysko-Kamienna
- Starachowice
- Staszów
- Stąporków
- Stopnica
- Suchedniów
- Szydłów
- Wąchock
- Wiślica
- Włoszczowa
- Wodzisław
- Zawichost

## Proteção da natureza
As formas de proteção da natureza na voivodia de Santa Cruz.
- 1 parque nacional
  - Parque Nacional Świętokrzyski

- 9 parques paisagísticos
  - Parque paisagístico de Suchedniowsko-Oblęgorski
  - Parque paisagístico de Cisowsko-Orłowiński
  - Parque paisagístico Jeleniowska
  - Parque paisagístico Sieradowice
  - Parque paisagístico de Nadnidziański
  - Parque paisagístico Szaniec
  - Parque paisagístico de Kozubowski
  - Parque paisagístico Chęciny-Kielce
  - Parque paisagístico Przedbórz
- 11 parques naturais
  - Parque natural de Kielce
  - Parque natural de Konecko-Łopuszniański
  - Parque natural do vale do Kamienna
  - Parque natural de Podkielecki
  - Parque natural Wloszczowsko-Jędrzejowski
  - Parque natural de Chmielnicko-Szydłowski
  - Parque natural Solecko-Pacanowski
  - Parque natural Miechowsko-Działoszycki
  - Parque natural de Koszycko-Opatowiecki
  - Parque natural Jeleniowsko-Staszowski
  - Parque natural de Przysusko-Szydłowiecki
- 67 reservas naturais
- 701 monumentos naturais
- 8 complexos de natureza e paisagem
- 83 áreas de uso ecológico

## Turismo
A voivodia de Santa Cruz está se tornando cada vez mais popular entre os turistas, em 2013 foi visitada por 3,5 milhões de visitantes.
As atrações turísticas mais conhecidas da região incluem:
- Montanhas Świętokrzyskie
- Basílica da Santa Cruz
- Parque Jurássico de Bałtów
- Paisagens de Sandomierz
- Castelo Real de Chęciny
- Reserva Natural Jaskinia Raj
- Mina de sílex listrada neolítica em Krzemionki, perto de Ostrowiec Świętokrzyski
- Museu da vila de Kielce com o parque etnográfico em Tokarnia
- Ruínas do castelo Krzyżtopór em Ujazd
- Castelo em Szydłów
- Palácio dos Bispos de Cracóvia em Kielce
- Museu Henryk Sienkiewicz em Oblęgorek
- Balneários em Busko-Zdrój e Solec-Zdrój
- Santuário em Kałków
- Santuário de Nossa Senhora do Portão do Amanhecer em Skarżysko Kamienna
- Museu da Águia branca em Skarżysko Kamienna
- Museu da Natureza e Tecnologia em Starachowice
- Igreja de São João Batista em Skalbmierz

## Ensino superior
Existem duas universidades públicas em Kielce:
- Universidade Jan Kochanowski, na qual, em 8 de dezembro de 2023, havia 9 250 alunos.[13] Na Classificação das Universidades Acadêmicas de 2024, elaborada pela revista mensal "Perspektywy" e pelo diário "Rzeczpospolita", a universidade foi classificada na posição 73–80.[14]
- Universidade de Tecnologia de Kielce, onde em 30 de novembro de 2012 havia 10 126 estudantes.[15] Na Classificação das Universidades Acadêmicas de 2014, elaborada pela revista mensal "Perspektywy" e pelo diário "Rzeczpospolita", a universidade foi classificada na posição 51-60.[16]

Existem 12 universidades particulares na voivodia de Santa Cruz, incluindo 9 em Kielce:
- Antigo Colégio Polonês em Kielce
- Faculdade Świętokrzyska em Kielce
- Universidade Świętokrzyska em Kielce
- Universidade de Administração Pública de Kielce
- Universidade de Negócios e Empreendedorismo em Ostrowiec Świętokrzyski
- Universidade de Economia, Direito e Ciências Médicas prof. Edward Lipiński em Kielce
- Escola Superior de Comércio Bolesław Markowski em Kielce
- Faculdade de Ciências Humanas e Ciências Naturais Studium Generale Sandomiriense em Sandomierz
- Universidade de Tecnologia da Informação e Telecomunicações em Kielce
- Universidade de Telecomunicações e Ciência da Computação em Kielce
- Faculdade de Habilidades Stanisław Staszic em Kielce
- Faculdade de Habilidades Profissionais em Pińczów

Existem também dois seminários principais:
- Seminário Teológico Superior em Kielce
- Seminário Teológico Superior em Sandomierz

## Economia
A voivodia de Santa Cruz é de natureza industrial-agrícola. Existe nela uma divisão clara entre o norte industrial e o sul agrícola. A maioria dos centros urbanos está localizada na área do antigo distrito industrial polonês, concentrando um número significativo de empregos na indústria da voivodia. Os recursos naturais básicos da região são minerais; os depósitos de gipsita estão entre os mais ricos da Europa. Em 2012, a produção de cal em Santa Cruz representou 56,3% da produção do país, enquanto que a produção de agregados minerais - 24,6%. A voivodia também é uma gigante na produção de cimento. Possui três fábricas de cimento (Ożarów, Małogoszcz, Nowiny), onde um quarto do cimento na Polônia é produzido.
Na classificação das 500 maiores empresas polonesas de 2012, elaborado pelo semanário Polityka, havia 14 empresas com sede na voivodia de Santa Cruz, incluindo sete em Kielce. Kolporter Sp. z o.o. S.K.A. (54.º lugar), Celsa Huta Ostrowiec Sp. z o.o. (107.º), Elektrownia Połaniec SA - Grupo GDF Suez Energia Polska (129.º), Rovese SA Capital Group (160.º) e Grupa Polskie Składy Budowlane SA (161.º).
A Zona Econômica Especial de Starachowice, criada em 1997, abrange as áreas de 10 cidades e comunas da voivodia de Santa Cruz. Na sua área existem, entre outros Cersanit II, Fábrica de Caldeiras Sefako e MAN Bus.

### Informação estatística
Em 2014, as receitas orçamentárias da voivodia de Santa Cruz foram fixadas em 616,6 milhões de zlótis, as despesas em 686,9 milhões de zlótis e o défice em 70,3 milhões de zlótis. Em 2012, as receitas dos municípios da voivodia de Santa Cruz totalizaram 3,1 bilhões de zlótis, as receitas do orçamento dos condados - 990,3 milhões de zlótis e as receitas do orçamento da única cidade com direitos de condado (Kielce) - 981,6 milhões de zlótis.
Em 2012, o produto interno bruto da voivodia de Santa Cruz totalizou 40,1 bilhões de zlótis, o que representou 2,5% do PIB da Polônia. O produto interno bruto per capita foi de 31,5 mil zlótis (75,0% da média nacional), que colocou Santa Cruz em 12.º lugar no país.
Em 2012, 455,6 mil pessoas trabalhavam na voivodia de Santa Cruz, que constituíam 3,3% de todos os trabalhadores da Polônia; havia 86,7 mil desempregados registrados e a taxa de desemprego era de 16%, sendo 2,6% superior à taxa total de desemprego no país. Nesse período, a remuneração mensal bruta média foi de 3070,29 zlótis (ou seja, 87% da remuneração média na Polônia).
Em 2012, a produção industrial vendida na voivodia de Santa Cruz subiu a 24,1 bilhões de zlótis, o que representou 2% da produção industrial polonesa. As vendas de produção de construção e montagem totalizaram 4,4 bilhões de zlótis, representando 2,6% das vendas deste país. No mesmo período, havia 11 675 lojas na voivodia; havia 109 habitantes por loja, ou seja, um a mais que a média nacional.
Em 2012, as despesas de capital na na voivodia de Santa Cruz totalizaram 6,5 bilhões de zlótis, enquanto que o valor bruto dos ativos fixos - 77,8 bilhões de zlótis. Em 31 de dezembro de 2012, o registro REGON continha 108 068 entidades da economia nacional, incluindo 3347 no setor público.
Nos anos de 2010 a 2012, a porcentagem de pessoas em domicílios com gastos abaixo do limiar de pobreza extrema (mínimo de subsistência) aumentou de 9,5% para 10,5%. Ao mesmo tempo, a porcentagem de pessoas abaixo da linha de pobreza relativa diminuiu - de 26,6% para 24,3%. A percentagem de pessoas que vivem abaixo da linha de pobreza legal na voivodia de Santa Cruz em 2010 foi de 11,9%, em 2011 - 9,2%, em 2012 - 12,2%  e em 2016 - 7,5%.

## Segurança pública
Existe um centro de notificação de resgate na voivodia de Santa Cruz, localizado em Kielce e que atende chamadas de emergência direcionadas aos números de emergência 112, 997, 998 e 999.
A sede da polícia da voivodia em Kielce está sujeita a: uma sede municipal (em Kielce) e 12 sedes de condados (em todas as cidades).
Existem 17 unidades de resgate e combate a incêndios do Corpo de Bombeiros do Estado - três em Kielce, duas em Ostrowiec Świętokrzyski, uma nas 11 cidades restantes e em Chmielnik. A partir de 2013, 160 bombeiros estavam empregados e o PSP possuía 174 veículos. Além disso, no mesmo período em Santa Cruz, havia 879 bombeiros voluntários (dos quais 199 no Tribunal Nacional) com 4998 bombeiros e 851 veículos.
Em 2013, havia 16 divisões da polícia municipal e quatro ramos da polícia municipal na voivodia. Um total de 262 pessoas estavam empregadas, 218 das quais eram policiais e 44 - empregados em cargos de auxiliares e de serviço. Por exemplo, em 2013 a polícia da cidade de Kielce realizou um total de 14 070 intervenções e registrou 13 247 ofensas. Ela emitiu 9045 multas no total de 792 145 zlótis, dos quais 4889 (54,1%) por 525.000 zlótis (66,3%), em relação a infrações à ordem e segurança na comunicação.

## Justiça

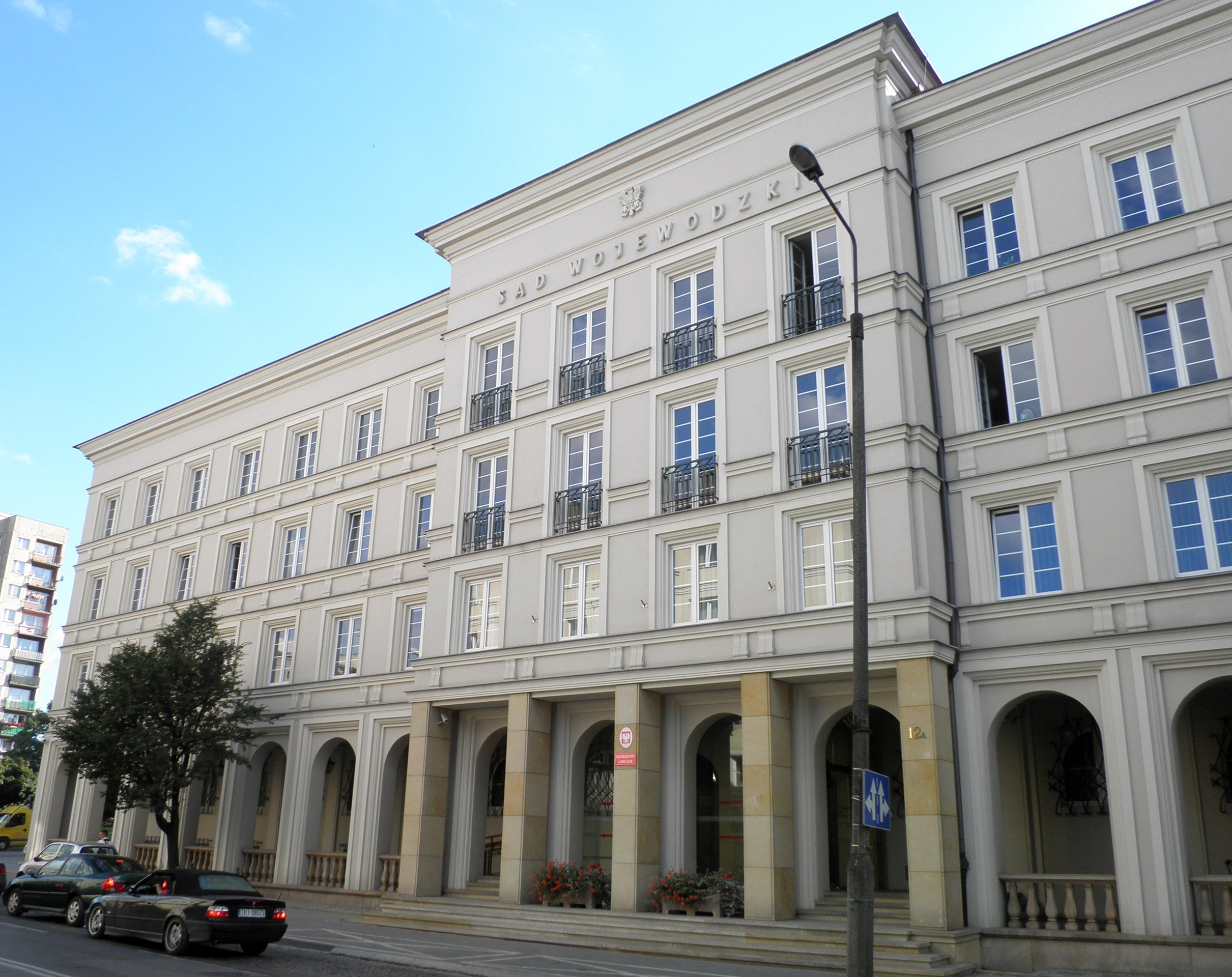
Tribunal distrital de Kielce

O único tribunal regional da voivodia está localizado em Kielce. A unidade superior a ele é o Tribunal de apelação de Cracóvia. As unidades subordinadas ao tribunal regional em Kielce são 10 tribunais distritais em: Busko-Zdrój, Jędrzejów, Kielce, Końskie, Opatów (criado em 1 de janeiro de 2015), Ostrowiec Świętokrzyski, Sandomierz e Staszów (criado em 1 de janeiro de 2015), Skarżysko-Kamienna e Starachowice.
Em 1 de janeiro de 2013, foram abolidos cinco tribunais distritais: em Kazimierza Wielka, Opatów, Pińczów, Staszów e Włoszczowa. Em 1 de janeiro de 2015, os tribunais distritais em Opatów e Staszów foram restaurados, e em 1 de julho de 2015 - os tribunais distritais em Pińczów e Wloszczowice.
Em 11 de setembro de 2004, o Tribunal Administrativo da Voivodia foi criado em Kielce. Ele iniciou sua jurisprudência em 1 de julho de 2005.
Em 2012, a polícia e a promotoria registraram 31 691 crimes na voivodia em procedimentos preparatórios concluídos (contra 39 944 em 2005). A detectabilidade dos autores de crimes identificados pela Polícia e pelo Ministério Público foi de 77,4% no mesmo período (contra 68,5% em 2005 e 79,9% em 2011). Em 2012, 274 597 casos foram submetidos a tribunais distritais e 22 635 a tribunais de condados. Em 2012, os tribunais comuns sentenciaram legalmente 12 886 adultos (incluindo 12 008 homens; 93,19%) por crimes praticados por processos públicos.
A voivodia possui um centro de detenção em Kielce para homens e mulheres, com capacidade para 1082 lugares, e uma prisão em Pińczów para homens condenados cumprindo pena de prisão pela primeira vez e adolescentes e um centro de detenção para pessoas detidas (destinado a 761 pessoas). Eles estão sujeitos à Inspeção Distrital do Serviço Prisional em Cracóvia.

## Transportes

### Transporte rodoviário

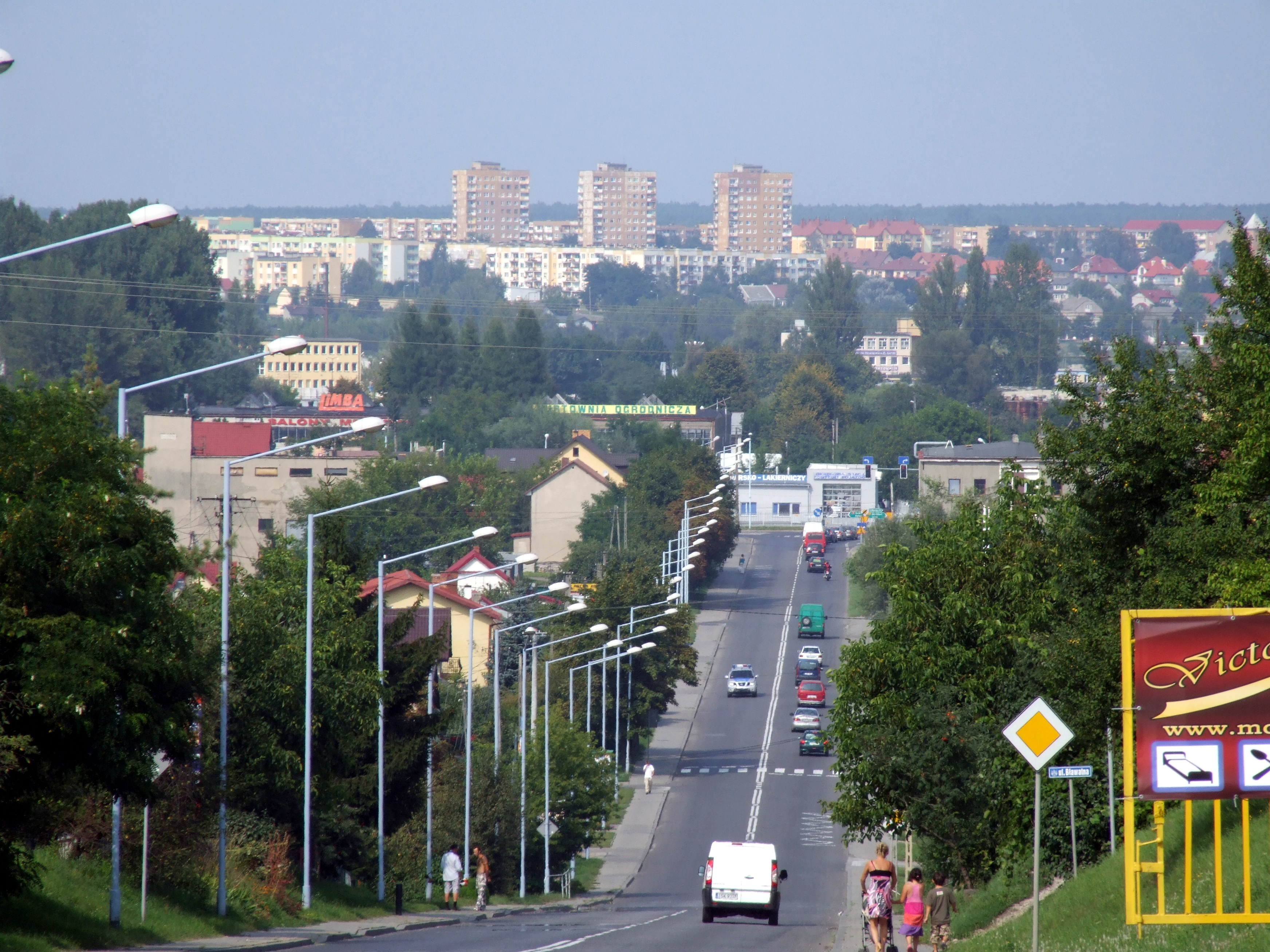
Rua Opatowska em Ostrowiec Świętokrzyski, trecho da estrada nacional n.º 9 e rota europeia E371

Em 31 de dezembro de 2012, havia 17 170 km de vias públicas na voivodia de Santa Cruz, das quais: 754,3 km de estradas nacionais, 1 076,9 km de estradas da voivodia, 6 191,1 km de estradas dos condados e 9 147,7 km de estradas das comunas. No mesmo período, havia 1 276 pontes e viadutos nas estradas de Santa Cruz (dos quais 1 262 eram permanentes) e seis túneis e passagens subterrâneas.
Existem seis vias expressas nas rodovias da voivodia de Santa Cruz, com um comprimento total de 61,2 km. Consiste em 54,4 km da via expressa S7, cuja construção custou 1,6 bilhão de zlótis e 6,8 km da via expressa S74, no valor de 361 milhões de zlótis. Atualmente, a via expressa S7 conecta Skarżysko-Kamienna a Chęciny (48,6 km, dos quais 22,7 km caem no desvio de Kielce construído em 2010-2013). Em dezembro de 2013, foi inaugurada a S7, o primeiro local de serviço de passageiros na voivodia - Suchedniów Oeste.
A via expressa S7 na voivodia de Santa Cruz deverá ter 103,1 km. Três trechos com um comprimento total de 48,7 km (47%) ainda precisam ser concluídos. Em outubro de 2014, foi realizado a concorrência para a construção do trecho que liga Jędrzejów à fronteira da voivodia, e no mês seguinte - para a rota entre Chęciny e Jędrzejów.
No caso da via expressa S74, um total de 106,9 km (ou seja, 94%) ainda deve ser construído no trecho entre a fronteira da voivodia perto de Ruda Maleniecka e Opatów. Em dezembro de 2014, a documentação necessária relativa ao trecho Opatów-Nisko (voivodia de Subcarpácia) não foi preparada pela filial de Rzeszów da Direção Geral de Estradas e Autoestradas.
O plano de zoneamento adotado em 2014 para a voivodia de Santa Cruz continha uma disposição sobre a reconstrução da estrada nacional n.º 78 (de Chmielnik até a fronteira da voivodia) para uma via expressa. Como justificativa para essa mudança, além de comunicar o aeroporto planejado de Kielce-Obice, restaurando a "antiga rota polonesa" e abrindo a região na direção sudoeste.
Trechos existentes de vias expressas na voivodia de Santa Cruz (por sua vez: trecho, duração, custo, data de construção):
1. Via expressa S7
- entroncamento rodo-ferroviário na fronteira da voivodia em Skarżysko-Kamienna: 7,56 km; 156,9 milhões de zlótis; 2017–2020[46]
- entroncamento rodo-ferroviário em Skarżysko-Kamienna: 2,1 km; 61,4 milhões de zlótis; 2004-2005.[40]
- trecho Skarżysko-Kamienna-Występa: 16,7 km; 643,5 milhões de zlótis; 2009-2011.[40]
- trecho Wyspa-Kielce: 7,1 km; 223 milhões de zlótis; 2007-2009.[40]
- desvio de Kielce (Wiśniówka - Chęciny): 22,7 km; 641,6 milhões de zlótis; 2010-2013.[40]
- desvio de Jędrzejów: 5,8 km; 50,1 milhões de zlótis; 2003-2005.[40]

2. Via expressa S74
- Kielce–Cedzyna: 6,8 km; 361 milhões de zlótis; 2009-2011.[40]

A estrada nacional n.º 42 e a estrada nacional n.º 9, que ligam Końskie, Skarżysko-Kamienna, Starachowice e Ostrowiec Świętokrzyski, permanecem estratégicas para o desenvolvimento da parte norte da voivodia de Santa Cruz.
O transporte municipal de ônibus opera em seis grandes cidades: Kielce, Końskich, Ostrowiec Świętokrzyski, Starachowice, Skarżysko-Kamienna e Sandomierz e, rudimentarmente, em Jędrzejów e Busko-Zdrój, organizado pela Prefeitura (ou Conselho Municipal e Comunitário) e operado por uma transportadora privada. Nenhuma das cidades da voivodia de Santa Cruz possui uma linha de bonde.

### Transporte ferroviário

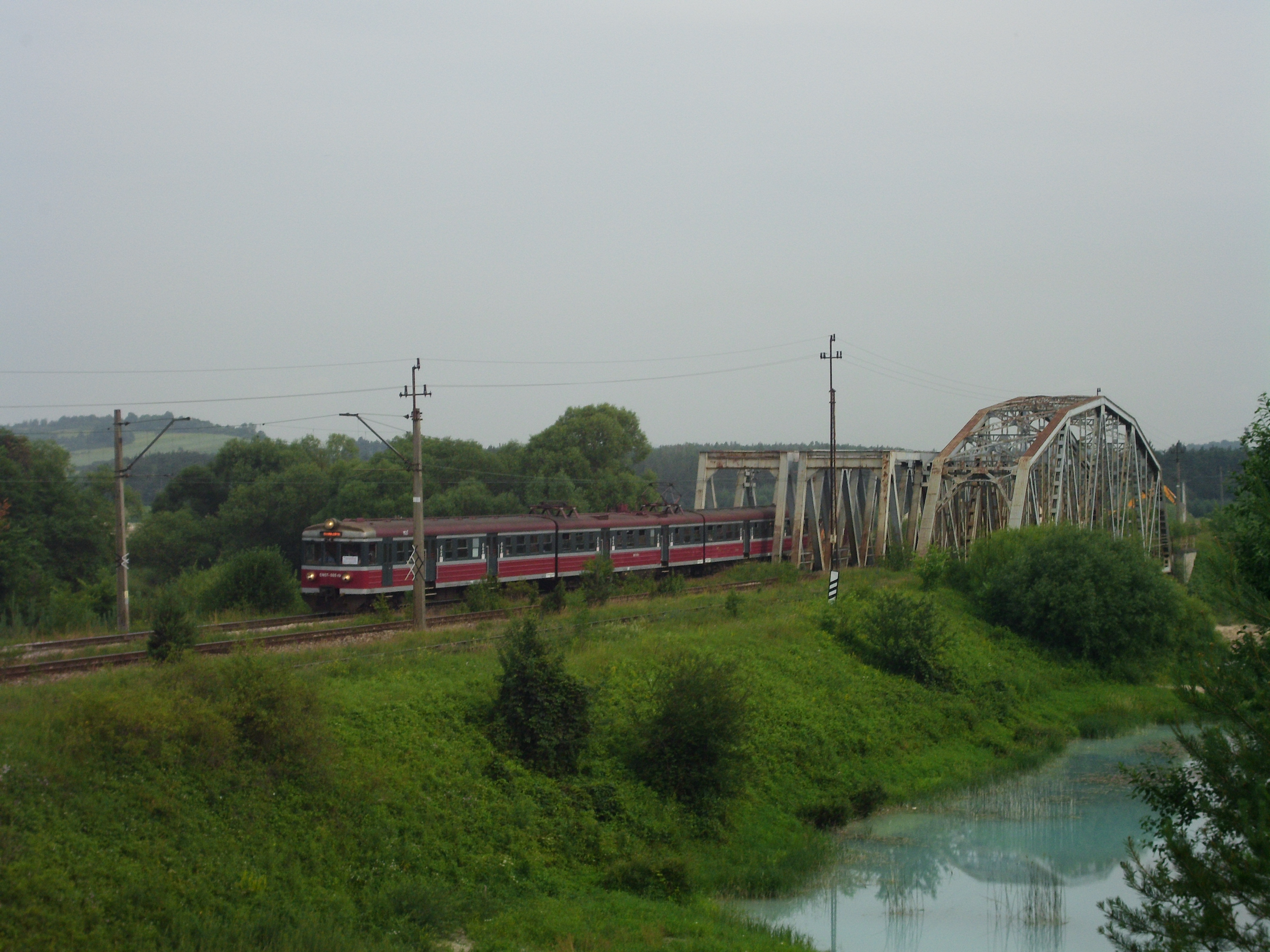
EN57 na ponte sobre o rio Czarna Nida. Linha ferroviária n.º 73

Em 31 de dezembro de 2013, a voivodia de Santa Cruz possuía 696 km de linhas férreas em operação (15.º lugar no país), dos quais 324 km eram linhas de monotrilho, enquanto 372 km eram de dois ou mais trilhos. 552 km de linhas férreas eram eletrificadas. Comparado a 1999, isto é, a criação da voivodia, o número de quilômetros de linhas férreas em uso diminuiu 56 km (de 752 km).
As principais linhas são: linha n.° 8 Varsóvia-Cracóvia, passando por Skarżysko-Kamienna, Suchedniów, Kielce, Jędrzejów e Sędziszów e linha n.° 61, começando na estação ferroviária de Kielce e passando a oeste por Małogoszcz e Włoszczowa. A parte norte da voivodia é conectada pela linha n.° 25, que atende o tráfego de passageiros no trecho entre Skarżysko-Kamienna e Ostrowiec Świętokrzyski. Em 2016, os trens de passageiros retornarão a Sandomierz durante as férias.
A linha n.° 4 atravessa a parte ocidental da voivodia. Wloszczowa Norte é uma das duas estações nesta linha em que os trens de passageiros param.
O transporte de passageiros na voivodia é organizado pela filial de Santa Cruz da empresa Polregio. Os trens Regio têm a oferta especial "Bilhete Santa Cruz". Existem conexões em quatro trechos: Ostrowiec Świętokrzyski - Skarżysko-Kamienna, Skarżysko-Kamienna - Kielce, Kielce - Żelisławice e Kielce - Klimontów. Eles compreendem um total de 48 estações e paradas de trem.
Não há conexões de passageiros em sete cidades importantes: Sandomierz (24,5 mil habitantes), Końskie (20 mil), Busko-Zdrój (16,5 mil), Staszów (15,5 mil), Pińczów (11 mil), Opatów (6,5 mil) e Kazimierza Wielka (5,5 mil).
Os cruzamentos ferroviários mais importantes para a economia da voivodia de Santa Cruz são: Kielce, Skarżysko-Kamienna e Sędziszów, e também estações relacionadas às indústrias de mineração e processamento: Rykoszyn, Sitkówka Nowiny, Małogoszcz e Ożarów.

#### Transporte coletivo público

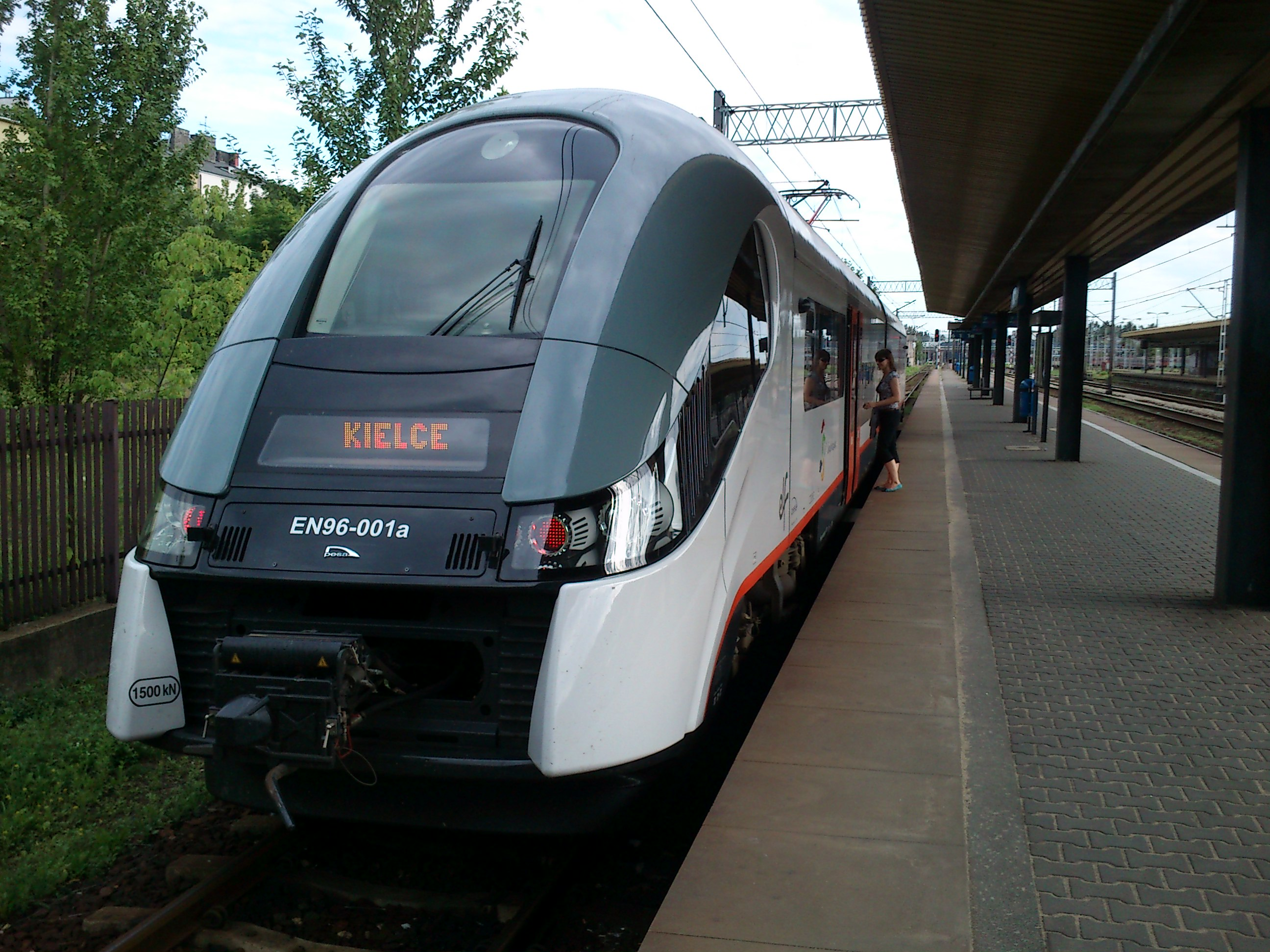
EN96 Elf

A voivodia de Santa Cruz é proprietária de 15 veículos comprados pelo gabinete do marechal da voivodia.
| Série            | Tipo  | Números              | Quantidade | Fabricante | Usuário             | Fonte         |
| ---------------- | ----- | -------------------- | ---------- | ---------- | ------------------- | ------------- |
| EN63a Impuls     | 36WEa | 005 ÷ 007, 020 ÷ 022 | 6          | Newag      | Transporte Regional | [ 51 ]        |
| ED78 Impuls      |       | 029 ÷ 030            | 2          | Newag      | Transporte Regional | [ 52 ] [ 53 ] |
| EN64 Acatus Plus | 40WE  | 009                  | 1          | Pesa       | Transporte Regional | [ 54 ]        |
| EN81             | 308B  | 003 ÷ 004            | 2          | Pesa       | Transporte Regional | [ 55 ]        |
| EN96 Elf         | 34WE  | 001 ÷ 004            | 4          | Pesa       | Transporte Regional | [ 56 ]        |

### Transporte aéreo
Santa Cruz é uma das três voivodias - além de Opole e Podláquia - a não ter um aeroporto em operação. A sede das autoridades da voivodia de Santa Cruz, Kielce, está localizada entre cinco aeroportos - Varsóvia-Okęcie (aprox. 174 km), Łódź-Lublinek (aprox. 147 km), Cracóvia-Balice (aprox. 127 km), Rzeszów-Jasionka (aprox. 155 km) e Lublin-Świdnik (cerca de 189 km). O aeroporto de Radom-Sadków também foi comissionado (cerca de 82 km), embora, no final de 2014, não aceitasse passageiros.

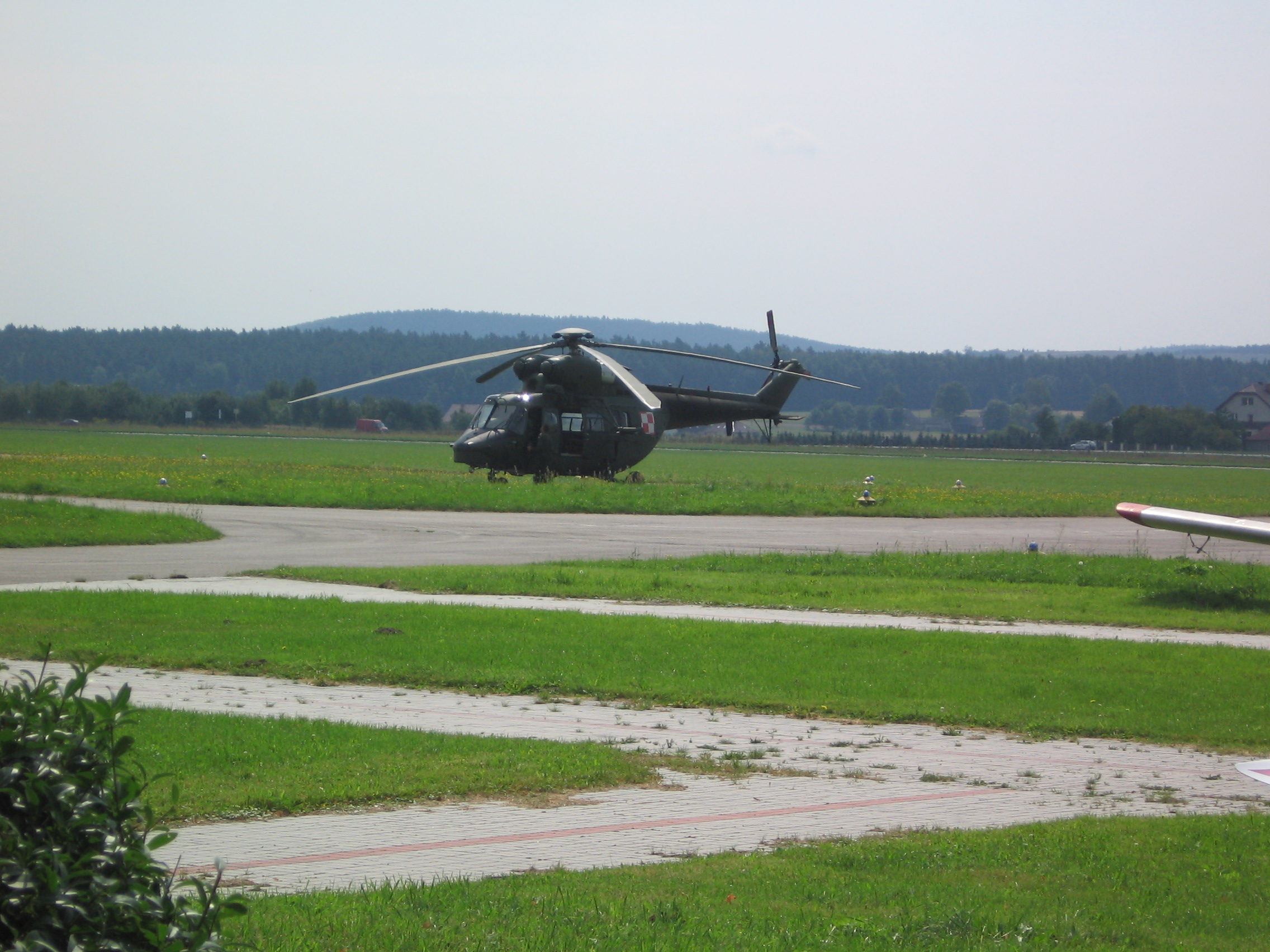
Helicóptero no aeroporto de Kielce-Masłów (2011)

Em 2006, as autoridades de Kielce decidiram construir um aeroporto Kielce-Obice na divisa de duas comunas - Morawica e Chmielnik. Inicialmente, o governo autônomo da província de Santa Cruz forçou um projeto para construir um aeroporto perto de Kielce, com base no aeroporto esportivo existente em Masłów. Ele renunciou em 2014, indicando áreas em Obice como reservadas às necessidades do aeroporto.
Em 2013, a Direção Geral de Proteção Ambiental anulou a autorização ambiental para a construção do aeroporto da Podláquia. No final do mesmo ano, a promessa emitida pela Autoridade de Aviação Civil para criar o aeroporto expirou. Apesar das dificuldades, o aeroporto planejado foi incluído no plano de desenvolvimento espacial da voivodia de Santa Cruz, adotado em 2014.
O aeroporto de esportes civis Kielce-Masłów, com uma pista de 1 155 m, pode aceitar aviões de até 20 passageiros. As conversações entre as autoridades da voivodia e uma companhia aérea privada sobre o lançamento de conexões regulares terminaram em fracasso.

## Administração e política

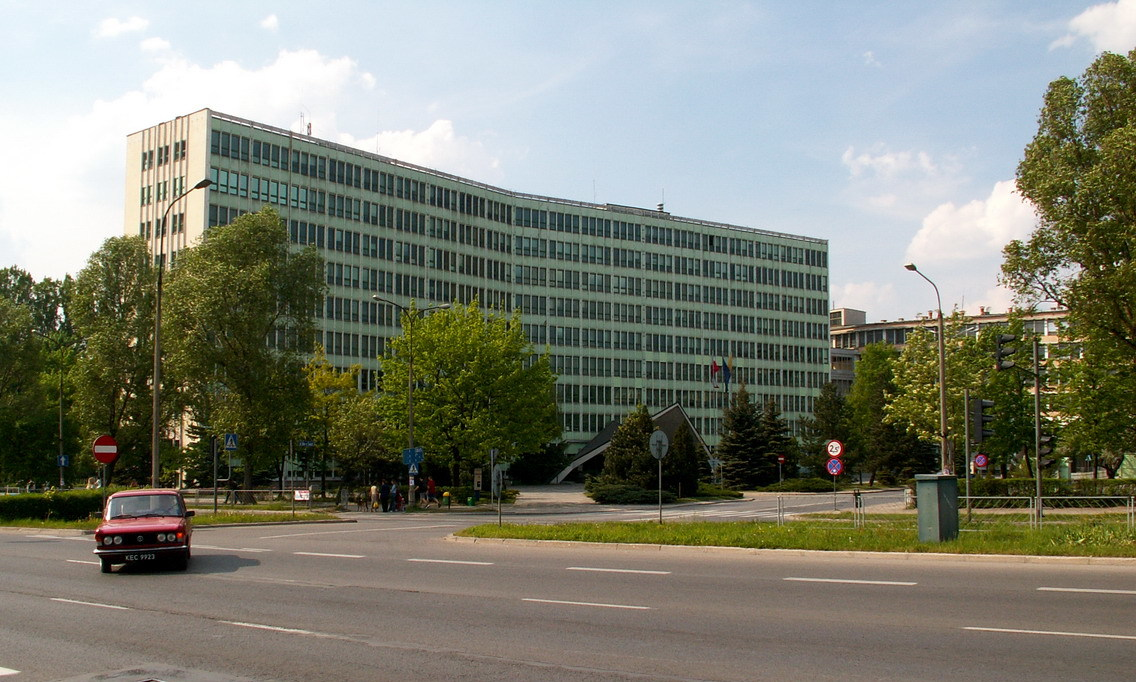
O edifício sede do gabinete da voivodia de Santa Cruz em Kielce

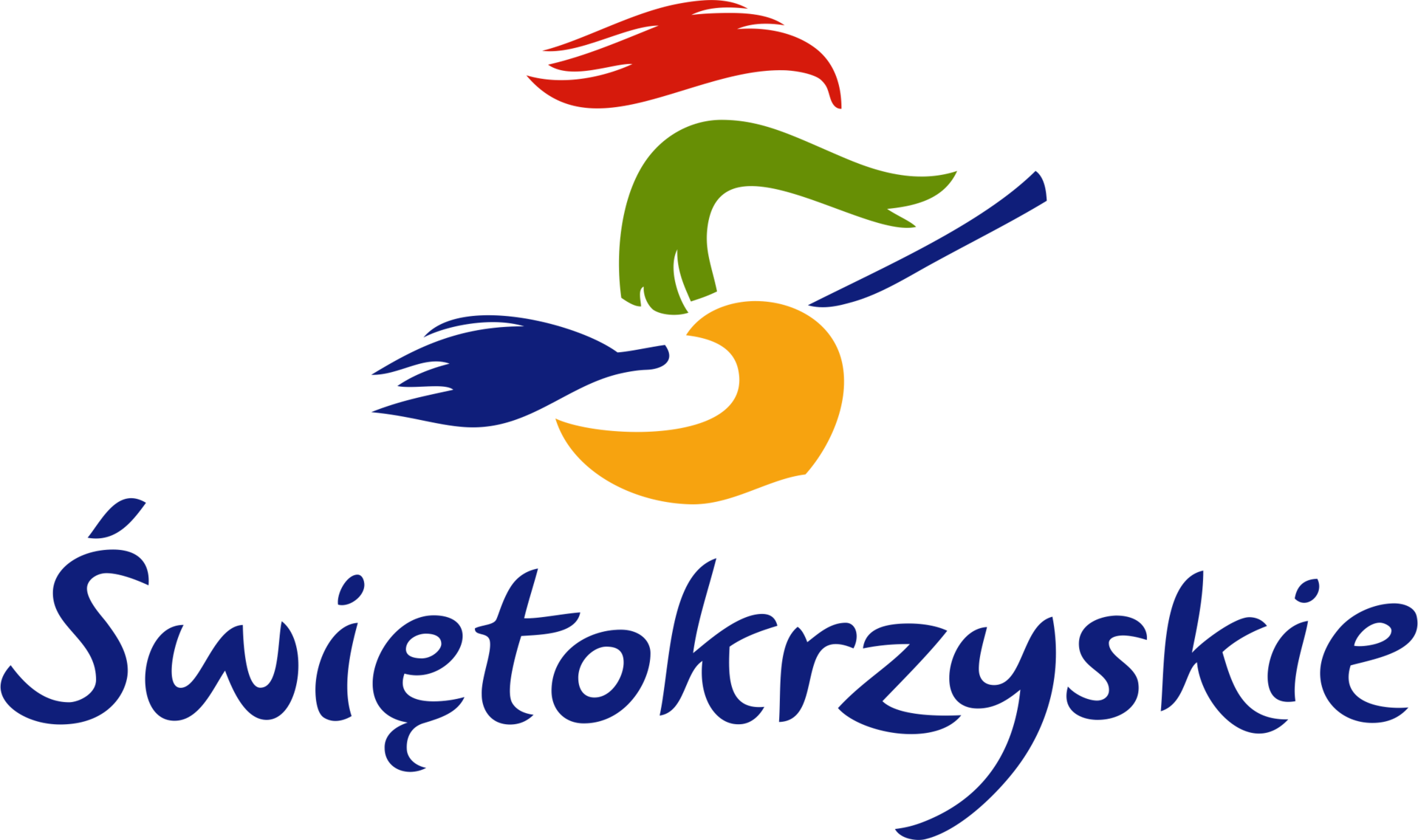
Logotipo da voivodia

### Governo autônomo
O corpo legislativo é o Parlamento da voivodia de Santa Cruz, composto por 30 conselheiros, eleitos pelos habitantes da voivodia em 4 distritos eleitorais. O Parlamento elege o órgão executivo da voivodia, que é o conselho da voivodia, composto por 5 membros e presidido pelo marechal. A sede do parlamento da voivodia é Kielce.
A administração da voivodia de Santa Cruz no mandato de 2024-2029:
- Marechal da voivodia: Renata Janik
- Vice-marechal da voivodia: Marek Bogusławski, Grzegorz Socha
- Membros do conselho: Anita Koniusz, Andrzej Pruś

Marechais da voivodia de Santa Cruz:
- Józef Szczepańczyk (1999–2001)
- Józef Kwiecień (2001–2002)
- Franciszek Wołodźko (2002–2006)
- Adam Jarubas (2006–2018)
- Andrzej Bętkowski (2018–2024)
- Renata Janik (desde 2024)

### Administração governamental
O corpo diretivo é o voivoda, nomeado pelo primeiro-ministro. A sede do voivoda é Kielce.
Voivodas de Santa Cruz:
- Wojciech Lubawski (1999–2001)
- Włodzimierz Wójcik (2001–2006)
- Grzegorz Banaś (2006–2007)
- Bożentyna Pałka-Koruba (2007-2015)
- Agata Wojtyszek (2015–2019)
- Zbigniew Koniusz (2019–2023)
- Józef Bryk (desde 2023)

### Política
Os habitantes da voivodia elegem um total de 16 deputados ao Parlamento na zona eleitoral número 33, o que coincide com as fronteiras da voivodia. Os habitantes elegem três senadores nos distritos eleitorais de um único membro.
Sete deputados são eleitos para o Parlamento Europeu pelo distrito eleitoral n.º 10, que também inclui a voivodia da Pequena Polônia.

## Esporte

### Futebol
Na temporada 2024/2025, o único clube da região da Santa Cruz que joga em nível central é o “Korona Kielce”. Os maiores sucessos do clube são: a conquista do 5.º lugar três vezes na I Liga/Ekstraklasa e a final da Copa da Polônia.
No passado, o “KSZO Ostrowiec Świętokrzyski” jogou na liga mais alta (3 temporadas), e o “Tęcza Kielce” também jogou em jogos do Campeonato Polonês, que não é da liga.
O “Starachowice” e o “Błękitni Kielce” também jogaram muitas temporadas no nível central em sua história.

### Handebol
A região de Santa Cruz é o lar do clube de handebol mais bem-sucedido da Polônia, o “Industria Kielce”. É 20 vezes vencedor do Campeonato Polonês e 18 vezes vencedor da Copa da Polônia. Além disso, venceu a Liga dos Campeões na temporada 2015/2016.

### Futsal
O “Promont Kielce” disputou a primeira temporada do campeonato polonês de futsal. O time terminou em último lugar sendo rebaixado da liga sem nunca mais voltar a ela.
Na temporada 2024/2025, há três clubes da voivodia na primeira divisão (segundo nível de jogo): “Caffaro Futsal Kazimierza Wielka”, “Wisła Opatowiec” e “Futsal Nowiny”.

### Tênis de mesa
O Global Pharma Orlicz 1924 Suchedniów joga suas partidas na Superliga (nível da primeira divisão) na temporada 2024/2025. O maior sucesso do clube foi a medalha de bronze do Campeonato Polonês na temporada 2022/2023.

### Bilhar
Um dos clubes de bilhar mais bem-sucedidos da Polônia é o “Fortis Bilard Kielce”, localizado na capital da voivodia. A equipe ganhou 8 campeonatos poloneses por equipes e 1 Copa da Polônia.